# Statue de Notre-Dame de Kerdro
Notre-Dame de Kerdro (1946) est une sculpture monumentale de Jules-Charles Le Bozec (1898-1973), érigée à l'entrée du golfe du Morbihan à Locmariaquer, en France.

## Description
La statue est érigée à la pointe de Kerpenhir, sur le territoire de la commune de Locmariaquer. Elle marque l'embouchure ouest du golfe du Morbihan. Le socle de l'œuvre est bâti directement sur les rochers de la pointe.
L'œuvre est une sculpture monumentale en granite de 2,70 m de haut, représentant une Vierge à l'Enfant. Jésus enfant, une auréole derrière la tête, est assis, les bras écartés, sur l'épaule gauche de Marie, debout, sa main gauche tient la main gauche de Jésus, sa main droite est posée sur ses pieds. L'œuvre repose sur un piédestal de 3 m de hauteur, en forme de cône circulaire tronqué.
La statue évoque la légende de Notre-Dame de Kerdro (« bon retour » en breton) : la Vierge serait apparue à cet endroit à un bateau de pêche franchissant l'embouchure du golfe, lui faisant signe de faire demi-tour. Rentré au port, l'équipage aurait ainsi échappé à une forte tempête qui aurait coulé d'autres navires.

## Historique
Pour commémorer la légende, une première statue en plâtre est érigée sur les remparts du fort de Kerpenhir en 1883. Ce fort est détruit lors de la Seconde Guerre mondiale par l'occupant allemand entre 1940 et 1944 afin de construire un blockhaus et la statue subit le même sort. À la fin de la guerre, la ville de Locmariaquer commande une statue au sculpteur Jules-Charles Le Bozec, choisissant comme maquette une Vierge à l'Enfant réalisée pour le pavillon breton de l'exposition universelle de 1937 à Paris. Le Bozec réalise la statue en 1946 et est installée dans l'église Notre-Dame en 1947. Elle est finalement érigée à son emplacement actuel en 1962, sur une tourelle de « 3 m » et inaugurée en présence de Mgr Le Bellec, évêque de Vannes.